# Mile Budak (liječnik)
Mile Budak (Drvar, 18. veljače 1903. − Zagreb, 21. srpnja 1961.), hrvatski liječnik internist i ftizeolog. Nećak ministra Mile Budaka.

## Životopis
Rodio se je u Drvaru. U Zagrebu je diplomirao medicinu 1926. godine. Znanstveni suradnik tvornice kemijsko-farmaceutskih proizvoda "Kaštel" u Zagrebu. Nakon par godina se zaposlio na Internoj klinici u Zagrebu. 1934. je osnovao plućni odjel. Prvi u Hrvata započeo liječenje plućne tuberkuloze torakokaustikom (1935.). Od 1941. docent interne medicine za predmet bolesti prsnih organa.
Na zagrebačkoj Internoj klinici radio je do 1942. godine. Kad je 1942. u Zagrebu otvorena Zakladna bolnica na Rebru, prelazi ondje kao predstojnik plućnog odjela. Godine 1943. odjel je pretvorio u II. internu kliniku Medicinskog fakulteta,  na kojem je 1943. izabran za izvanrednog, a 1944. za redovitog profesora.  Do 1945. vodio kliniku. U drugom svjetskom ratu bio je osobni liječnik Ante Pavelića. Opskrbio je lijekovima i instrumentima prihvatni centar na Zavrtnici, gdje su bili smješteni brojni Židovi, među njima i židovski liječnici, koji su poslije poslani u Bosnu suzbijati epidemiju endemskog sifilisa. Situacija je bila takva da su potkraj lipnja 1941. vlasti NDH u Banjoj Luci morale osnovati Zavod za suzbijanje endemijskog sifilisa. Hrvatski liječnici nisu se javljali za odlazak u te krajeve niti uz obećavane velike povlastice. Prigoda za spašavanje barem dijela Židova ukazala se kad ih se moglo pokazati vlastima da su potrebni. Stoga su njemačke i ustaške vlasti (vjerojatno uz osobno poglavnikovo znanje) poštedjele deportacije (mnogi iz Zavrtnice završili su u logorima) najmanje 81 židovskog liječnika (Samuel Deutsch, Stjepan Steiner i dr.) iz Zagreba. Poslani su u jesen 1941. u najzabačenije bosanske krajeve radi suzbijanja epidemije. Židovski izvori navode da su se hrvatski liječnici Ante Vuletić (koji je osmislio akciju u sporazumu s prijateljem liječnikom Miroslavom Schlesingerom), Mile Budak, ministar Ivan Petrić, Stanko Sielski, Ivan Raguž i Berislav Borčić angažirali radi pomoći svojim židovskim kolegama u formiranju židovske liječničke ekipe. Predstavili su državnom vrhu NDH da su ti Židovi potrebni za suzbijanje te opake bolesti. U ratu je Budak nosio čin ustaškog bojnika. Od 1945. do 1947. vodio je bolnicu Kazneno-popravnog doma u Staroj Gradišci, jer je bio osuđen na vremensku kaznu kao liječnik političkog vrha NDH.
1948. se je godine zaposlio na zagrebačkoj Bolnici za sušicu (Centralni antituberkulozni dispanzer)  U istoj je ustanovi osnovao Centar za tuberkulozni meningitis. U ovoj je bolnici radio sve do smrti 1961. godine.
Osobito se je bavio problemima rehabilitacije tuberkuloznih bolesnika.

## Djela
- Vitamini i kalcij te njihova klinička upotreba, 1937.[7]
- Unutarnje bolesti, 1945. (gl. autor Ivan Botteri, Mile Budak suradnik)[7]
- Izabrana poglavlja iz ftizeologije, 1957.[7]